# Ulan Hot
Ulan Hot (tiếng Mông Cổ: , Ulaγanqota, có nghĩa là thành đỏ; tiếng Trung: 乌兰浩特市; bính âm: Wūlánhàotè Shì, Hán Việt: Ô Lan Hạo Đặc thị), trước đây từng được gọi với tên Vương Gia Miếu (tiếng Trung: 王爺廟) là một thành phố cấp huyện và là trung tâm hành chính của minh Hưng An ở phía đông khu tự trị Nội Mông Cổ, Trung Quốc. Giữa các năm 1947 và 1950, Ulanhot từng là thủ phủ của khu tự trị. Năm 1950, thủ phủ của khu chuyển tới Trường Gia Khẩu và đến năm 1952 thì chuyển tới Hohhot như ngày nay.
Thành phố có thể thông thương với Bạch Thành, Cát Lâm theo tuyến đường sắt Bạch A, tuyến đường này chạy qua phần phía nam của thành phố. Quốc lộ 302 chạy từ Đồ Môn, Cát Lâm tới Ulanhot. Thành phố có Sân bayUlanhot (mã ICAO ZBUL, mã IATA HLH). Các tuyến bay của các hãng Air China và Hainan Airlines nối Ulanhot với Sân bay quốc tế Thủ Đô Bắc Kinh.
Bên ngoài thành phố có các lăng mộ từ thời nhà Nguyên và một ngôi đền thờ Thành Cát Tư Hãn. Ngôi đến được xây vào năm 1940. Vào năm 2002, ngôi đền này đã được mở rộng đáng kể.

## Hành chính

### Nhai đạo
| - Ái Quốc (爱国街道) - Hòa Bình (和平街道) - Hưng An (兴安街道) - Thắng Lợi (胜利街道) | - Thiết Tây (铁西街道) - Đô Lâm (都林街道) - Ngũ Nhất (五一街道) - Vĩnh Liên (永联街道) |

### Trấn
- Ô Lan Cáp Đạt (乌兰哈达镇)
- Cư Lực Ngận (居力很镇)

## Khí hậu
| Dữ liệu khí hậu của Ulan Hot             | Dữ liệu khí hậu của Ulan Hot | Dữ liệu khí hậu của Ulan Hot | Dữ liệu khí hậu của Ulan Hot | Dữ liệu khí hậu của Ulan Hot | Dữ liệu khí hậu của Ulan Hot | Dữ liệu khí hậu của Ulan Hot | Dữ liệu khí hậu của Ulan Hot | Dữ liệu khí hậu của Ulan Hot | Dữ liệu khí hậu của Ulan Hot | Dữ liệu khí hậu của Ulan Hot | Dữ liệu khí hậu của Ulan Hot | Dữ liệu khí hậu của Ulan Hot | Dữ liệu khí hậu của Ulan Hot |
| Tháng                                    | 1                            | 2                            | 3                            | 4                            | 5                            | 6                            | 7                            | 8                            | 9                            | 10                           | 11                           | 12                           | Năm                          |
| ---------------------------------------- | ---------------------------- | ---------------------------- | ---------------------------- | ---------------------------- | ---------------------------- | ---------------------------- | ---------------------------- | ---------------------------- | ---------------------------- | ---------------------------- | ---------------------------- | ---------------------------- | ---------------------------- |
| Cao kỉ lục °C (°F)                       | 6.0 (42.8)                   | 11.7 (53.1)                  | 23.5 (74.3)                  | 31.7 (89.1)                  | 38.3 (100.9)                 | 40.3 (104.5)                 | 39.7 (103.5)                 | 37.1 (98.8)                  | 32.5 (90.5)                  | 29.9 (85.8)                  | 18.9 (66.0)                  | 7.7 (45.9)                   | 40.3 (104.5)                 |
| Trung bình ngày tối đa °C (°F)           | −8.6 (16.5)                  | −4.0 (24.8)                  | 3.8 (38.8)                   | 14.3 (57.7)                  | 22.2 (72.0)                  | 26.5 (79.7)                  | 28.1 (82.6)                  | 26.9 (80.4)                  | 21.3 (70.3)                  | 12.6 (54.7)                  | 1.2 (34.2)                   | −6.5 (20.3)                  | 11.5 (52.7)                  |
| Trung bình ngày °C (°F)                  | −15.0 (5.0)                  | −11.1 (12.0)                 | −3.0 (26.6)                  | 7.2 (45.0)                   | 15.2 (59.4)                  | 20.4 (68.7)                  | 22.9 (73.2)                  | 21.0 (69.8)                  | 14.4 (57.9)                  | 5.6 (42.1)                   | −4.9 (23.2)                  | −12.4 (9.7)                  | 5.0 (41.1)                   |
| Tối thiểu trung bình ngày °C (°F)        | −20.3 (−4.5)                 | −17.1 (1.2)                  | −9.6 (14.7)                  | 0.0 (32.0)                   | 7.7 (45.9)                   | 14.3 (57.7)                  | 17.8 (64.0)                  | 15.4 (59.7)                  | 8.0 (46.4)                   | −0.4 (31.3)                  | −9.9 (14.2)                  | −17.2 (1.0)                  | −0.9 (30.3)                  |
| Thấp kỉ lục °C (°F)                      | −33.7 (−28.7)                | −31.2 (−24.2)                | −25.4 (−13.7)                | −13.6 (7.5)                  | −4.5 (23.9)                  | 2.9 (37.2)                   | 10.4 (50.7)                  | 6.0 (42.8)                   | −3.5 (25.7)                  | −17.4 (0.7)                  | −26.4 (−15.5)                | −32.9 (−27.2)                | −33.7 (−28.7)                |
| Lượng Giáng thủy trung bình mm (inches)  | 1.3 (0.05)                   | 2.3 (0.09)                   | 4.8 (0.19)                   | 14.8 (0.58)                  | 28.8 (1.13)                  | 93.4 (3.68)                  | 148.6 (5.85)                 | 89.4 (3.52)                  | 37.3 (1.47)                  | 16.8 (0.66)                  | 3.2 (0.13)                   | 1.9 (0.07)                   | 442.6 (17.42)                |
| Số ngày giáng thủy trung bình (≥ 0.1 mm) | 1.6                          | 2.5                          | 3.2                          | 3.9                          | 6.8                          | 12.3                         | 13.8                         | 10.9                         | 7.9                          | 3.9                          | 2.7                          | 2.6                          | 72.1                         |
| Nguồn: Weather China                     |                              |                              |                              |                              |                              |                              |                              |                              |                              |                              |                              |                              |                              |